# Режистру (микрорегион)

Режистру на карте.

Режистру (порт. Microrregião de Registro) — микрорегион в Бразилии, входит в штат Сан-Паулу. Составная часть мезорегиона Южное побережье штата Сан-Паулу. 
Население составляет 	243 592	 человека (на 2010 год). Площадь — 	11 188,572	 км². Плотность населения — 	21,77	 чел./км².

## Демография
Согласно сведениям, собранным в ходе переписи 2010 г. Национальным институтом географии и статистики (IBGE), население микрорегиона составляет:						
| Полное население                             | Полное население                             | Полное население                             | Полное население                             | 243 592 |
| -------------------------------------------- | -------------------------------------------- | -------------------------------------------- | -------------------------------------------- | ------- |
| в том числе:                                 | Городское население                          | 175 362                                      | Процент городского населения, %              | 71,99   |
|                                              | Сельское население                           | 68 230                                       | Процент сельского населения, %               | 28,01   |
|                                              | Мужское население                            | 122 331                                      | Процент мужского населения, %                | 50,22   |
|                                              | Женское население                            | 121 261                                      | Процент женского населения, %                | 49,78   |
| Плотность населения, чел/км²                 | Плотность населения, чел/км²                 | Плотность населения, чел/км²                 | Плотность населения, чел/км²                 | 21,77   |
| Население микрорегиона в % к населению штата | Население микрорегиона в % к населению штата | Население микрорегиона в % к населению штата | Население микрорегиона в % к населению штата | 0,59    |

## Статистика
- Валовой внутренний продукт на 2003 составляет 1 485 587 970,00 реалов (данные: Бразильский институт географии и статистики).
- Валовой внутренний продукт на душу населения на 2003 составляет 5784,38 реалов (данные: Бразильский институт географии и статистики).
- Индекс развития человеческого потенциала на 2000 составляет 0,756 (данные: Программа развития ООН).

## Состав микрорегиона
В составе микрорегиона включены следующие муниципалитеты:
1. Барра-ду-Турву
2. Кажати
3. Кананея
4. Элдораду
5. Игуапи
6. Илья-Комприда
7. Жакупиранга
8. Жукия
9. Миракату
10. Парикера-Асу
11. Режистру
12. Сети-Баррас